# Vermandovillers
Vermandovillers – miejscowość i gmina we Francji, w regionie Hauts-de-France, w departamencie Somma.
Według danych na rok 2011 gminę zamieszkiwało 139 osób, a gęstość zaludnienia wynosiła 24 osoby/km².